# Locris rhodesiana
Locris rhodesiana är en insektsart som beskrevs av William Lucas Distant 1908. Locris rhodesiana ingår i släktet Locris och familjen spottstritar. Inga underarter finns listade i Catalogue of Life.